# David Wilson (rugbista)
David John Wilson (Brisbane, 4 de enero de 1967) es un exjugador australiano de rugby que se desempeñaba como ala.

## Selección nacional
Fue convocado a los Wallabies por primera vez en junio de 1992 para enfrentar al XV del Cardo, fue un jugador regular y titular en su seleccionado, vice-capitán entre 1997 a 1999 y disputó su último partido en agosto de 2000 ante los Springboks. En total jugó 79 partidos y marcó trece tries para un total de 65 puntos.

### Participaciones en Copas del Mundo
Disputó las Copas del Mundo de Sudáfrica 1995 donde le marcó un try a los Stejarii y Gales 1999 donde los Wallabies llegaron con jugadores como Stephen Larkham, Matt Burke, John Eales, George Gregan y Tim Horan, Australia venció a Les Bleus en la final y se consagró campeón del Mundo.
| Mundial                       | Sede      | Resultado        | PJ | Tries |
| ----------------------------- | --------- | ---------------- | -- | ----- |
| Copa Mundial de Rugby de 1995 | Sudáfrica | Cuartos de final | 3  | 1     |
| Copa Mundial de Rugby de 1999 | Gales     | Campeón          | 5  | 0     |

## Palmarés
- Campeón de The Rugby Championship de 2000.
- Campeón de la Copa Desafío Europeo de Rugby de 2000-01.